# Березня (Московская область)
Березня — деревня в Ступинском районе Московской области в составе Городского поселения Жилёво (до 2006 года — входила в Новоселковский сельский округ). На 2016 год в Березне 2 улицы — Весёлая и Отрадная и 2 садовых товарищества, деревня связана автобусным сообщением с райцентром и соседними населёнными пунктами. Впервые в исторических документах, как Березинки, упоминается в 1577 году, Березня — с 1862 года.

## Население
| 2002 | 2006 | 2010 |
| ---- | ---- | ---- |
| 13   | →13  | ↗16  |

Березня расположено в центральной части района, у истоков реки Березынка, правого притока реки Каширка, высота центра деревни над уровнем моря — 177 м. Ближайший населённый пункт — Жилёво — примерно в 0,5 км на восток, ниже по речке.